# سكيريات
سكيريات (الاسم العلمي: Saccharomycetales) هي رتبة من الفطريات تتبع طائفة السكيرياوات من شعيبة السكيريانية.

## فصائل
- سكيرية